# Amor e Guerra nos Mares do Sul
Amor e Guerra nos Mares do Sul (em inglês:  Tales of the South Pacific) é o primeiro livro publicado do autor norte-americano James A. Michener. Com este romance o escritor ganhou o Prêmio Pulitzer de 1947.
Escrito em 1946 e publicado em 1947, o livro foi adaptado em 1949 como o musical da Broadway e, posteriormente, como dois filmes, lançados em 1958 e 2001.

## Enredo
O livro em sua versão original, é uma coleção de dezenove contos, cada uma deles representa uma história independente, tendo como pano de fundo a preparação de uma operação militar da Marinha dos Estados Unidos a partir de uma ilha próxima para desalojar as tropas japonesas que ocupavam a ilha de Kuraleios. Esta operação fictícia, batizada de Oligator faz parte do último conto. Muitos dos personagens morrem nessa batalha.